# Континентален шелф
Континенталния шелф (на английски: shelf – плитчина) е сравнително плитководна и равнинна (наклон до 1°) част от подводния край на континентите и се характеризира с общ геоложки строеж със сушата. Разположена около континентите и по-големите острови, между бреговата линия и континенталния склон. Границата между шелфа и континенталния склон се бележи от ясно изразено пречупване (ръб) в релефа (в правото „ръб на окрайнината“), след което наклонът рязко се увеличава. Средна дълбочина на ръба в Световния океан е 140 m, а максималната – 550 m. Шелфът е най-обширен покрай северните брегове на Евразия, където ширината му достига до 1500 km, а също в Берингово море, Хъдзънов залив, Южнокитайско море и северното крайбрежие на Австралия. Общата му площ е 31,194 млн. km² (8,6 % от площта на Световния океан).
Като историко-геоложка категория шелфът е съществувал през всички геоложки периоди, като в някои от тях силно се е разраствал като размери (например, през юрата и кредата), а в други е заемал малки площи (перм, девон). Съвременната геоложка епоха се характеризира с неговото умерено развитие. В неговите предели е развита континентална земна кора. Съществува общност в геоморфоложките особености на крайбрежната суша и шелфа. Широко са разпространени различните реликтови субареални форми на релефа и наслагите, а също и многочислени следи от древни брегови линии, които указват, че възникването на шелфа е в резултат от заливането на крайбрежните райони с океанска вода при покачването на световното морско равнище след ледниковите епохи през плейстоцена и вследствие на новите тектонски движения, водещи до понижаване на сушата. В по малка степен друг вид континентален шелф се образува при отстъпване на брега под въздействието на планационни процеси (абразия и акумулация) през кватернера.
Около 92% от световния улов на риба и морски бозайници става в неговите предели, а около 20% – от добива на нефт. Освен това в него се разработват находища на природен газ, инертни материали и др.
В международното право се приема, че континенталния шелф е морското дъно и недрата на подводните райони, намиращи се извън зоната на териториалното море, които са естествено продължение на сухоземната територия на държавата. Външните граници на шелфа се определят по споразумение със съседните морски държави. Крайбрежната държава упражнява суверенни права над континенталния шелф за проучване и разработване на природните му богатства.